# Tipula (Vestiplex) avicularia
Tipula (Vestiplex) avicularia is een tweevleugelige uit de familie langpootmuggen (Tipulidae). De soort komt voor in het Palearctisch en Oriëntaals gebied.